# Rauw (België)
Rauw is een van de twaalf gehuchten van de Belgische gemeente Mol. De plaats ligt echter dichter bij de kernen van Lommel en Balen, dan bij het centrum van Mol zelf en wordt ook wel aangeduid als een kerkdorp. Op sommige topografische kaarten wordt Rauw als Rouw of Het Rouw aangeduid.
Op 31 december 2024 bedroeg het inwoneraantal 3437. In de 21e eeuw kent Rauw een grote bevolkingsgroei. Een zesde deel van Rauw bestaat uit water. Het betreft het Kanaal naar Beverlo en het Kanaal Bocholt-Herentals, alsmede tal van meren die zijn ontstaan door de zilverzandwinning.

## Toponymie
De naam Rauw komt van Ruw, het ruwe moerasgebied nabij de Scheppelijke Nete.

## Geschiedenis

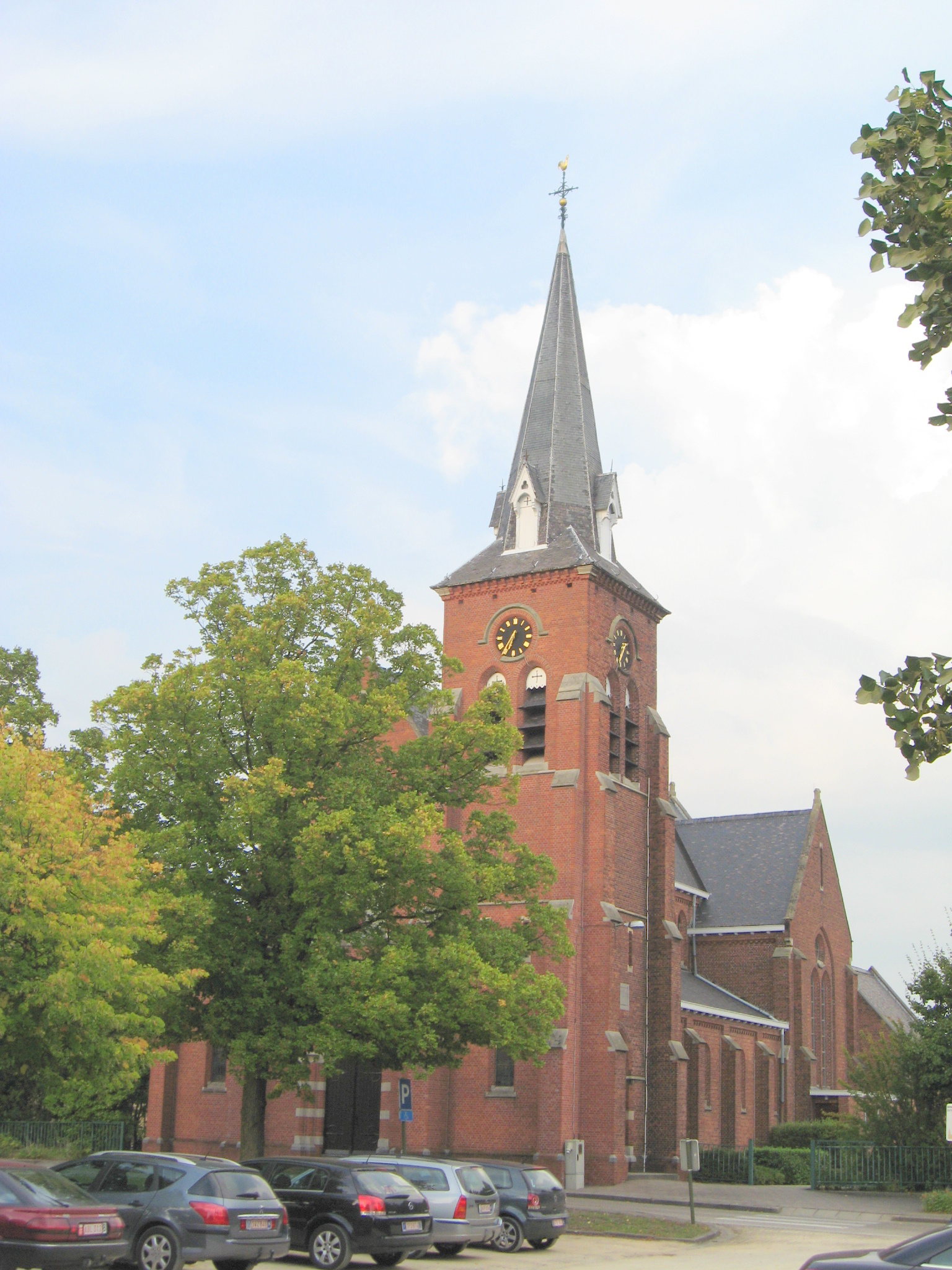
Sint-Carolus Borromeuskerk

Vanuit Wezel werd in de 18e eeuw door de Abdij van Postel de "Rauwse Hoeve" gesticht aan de noordrand van het gebied.
Nadat in 1846 het Kempens Kanaal gereedkwam begon men met de zilverzandwinning, waardoor het gehucht toenam in inwonertal. Daarom werd in 1889 in Rauw een parochie gesticht. In 1928 werd bij het uitdiepen en verbreden van het Kanaal Bocholt-Herentals spriet in de grond gevonden. Spriet is een goedkope brandstof, die vooral in de Tweede Wereldoorlog zeer gewild was.

## Bezienswaardigheden
De Sint-Carolus Borromeuskerk stamt uit 1893-1894.

## Natuur en landschap
Rauw is bekend vanwege het Rauwse Meer en het natuurgebied De Maat, beide ten noorden van de plaats, alsmede vanwege de originele baileybrug uit 1944 over het Kanaal Bocholt-Herentals, en de historische sluizencomplexen Sas 1 t/m Sas 3 in het kanaal.
Ten westen van Rauw bevindt zich het Provinciaal Domein het Zilvermeer, een groot recreatiegebied rondom een zilverzandwinningsplas. Het nabijgelegen kleinere Zilverstrand is in particuliere handen.
Ten noorden van Rauw ligt nog De Maat, dat samen met Den Diel een natuurgebied vormt.

## Afbeeldingen

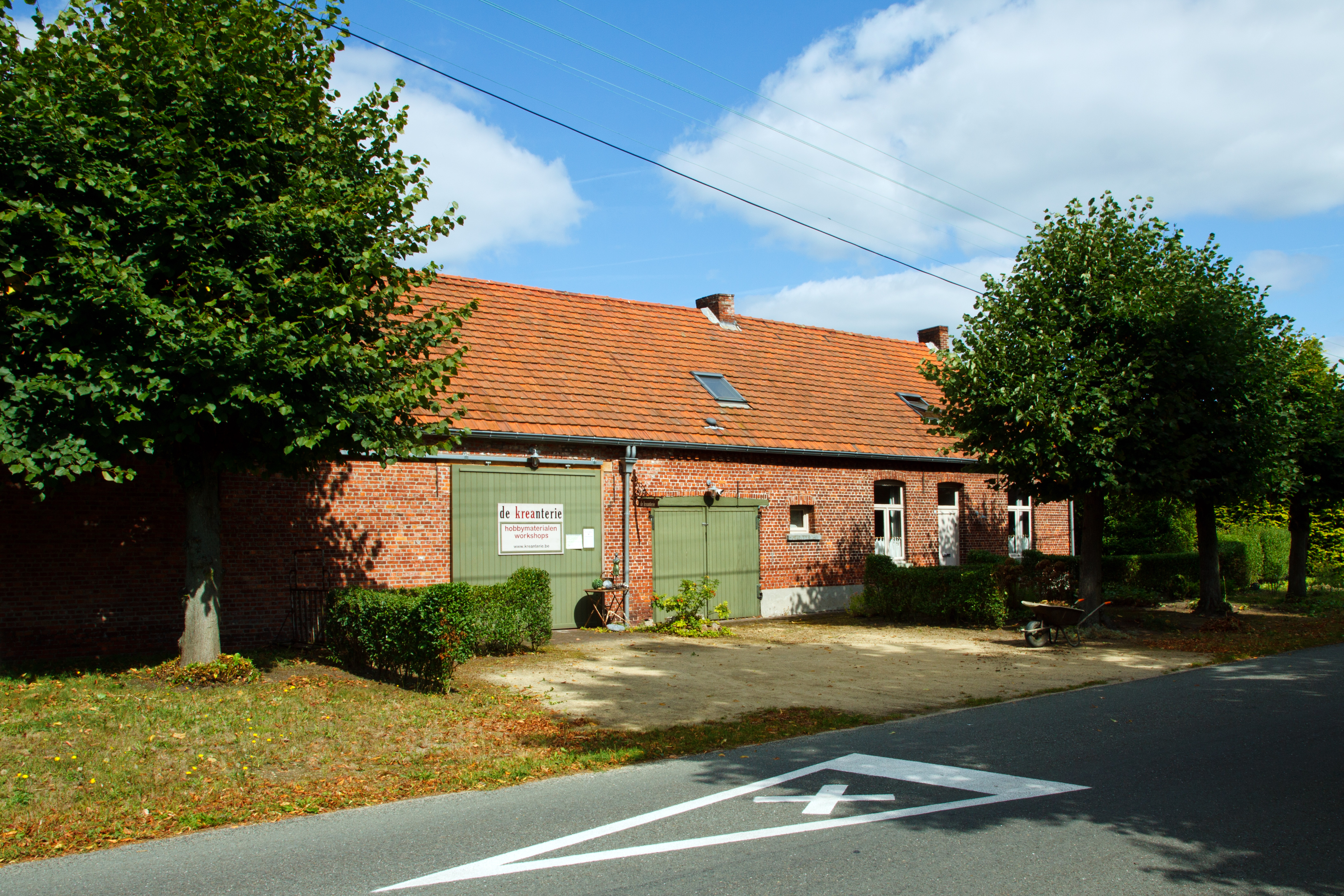
Langgestrekte hoeve
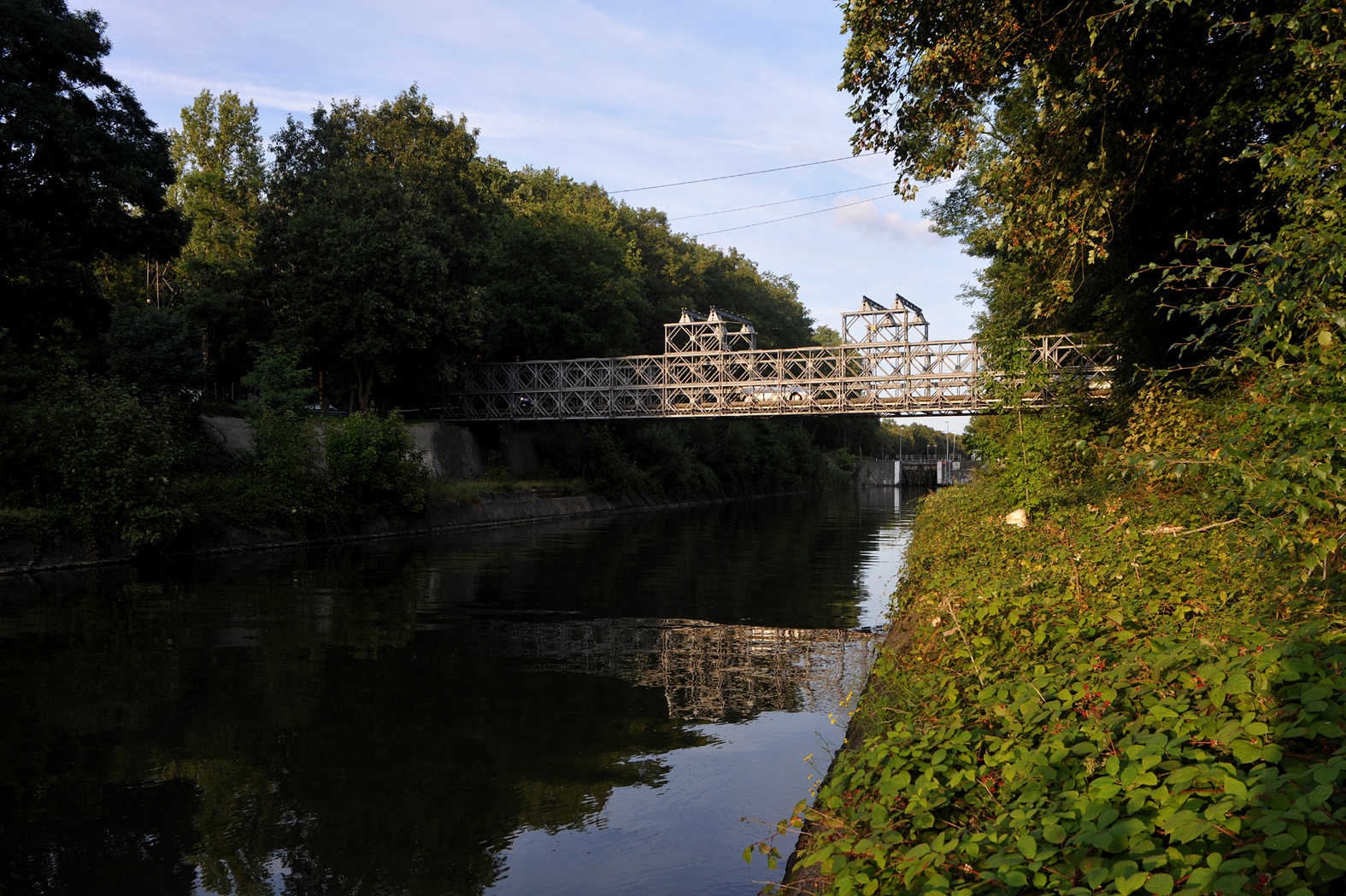
Baileybrug van Rauw uit 1944
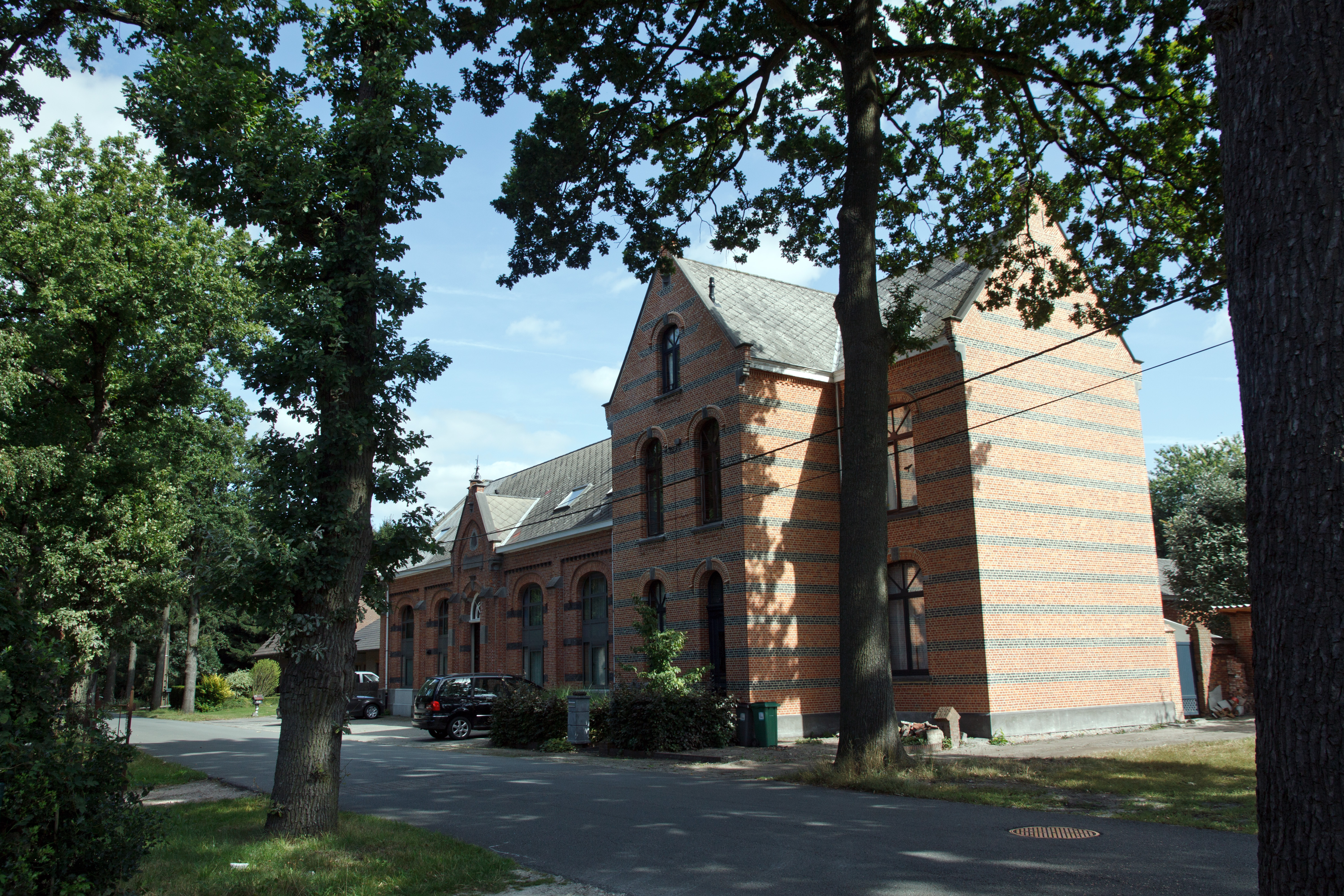
Voormalige jongensschool

## Nabijgelegen kernen
Mol-Centrum, Sluis, Postel, Stevensvennen, Wezel